# 메슈가
메슈가(Meshuggah)/məˈʃʊɡə/는 스웨덴 우메오에서 1987년 결성된 메탈 밴드이다. 메슈가는 창립 구성원인 보컬 옌스 키드만(Jens Kidman), 리드 기타리스트인 프레드리크 토르덴달(Fredrik Thordendal), 1990년에 가입한 드러머 투마스 하케(Tomas Haake), 1993년에 가입한 리듬 기타리스트 모르텐 하그스트룀(Mårten Hagström) 그리고 2004년에 가입한 베이시스트 디크 뢰브그렌(Dick Lövgren)으로 구성되어있다.
메슈가는 1995년에 빠른 템포의 데스 메탈, 스래시 메탈, 프로그레시브 메탈, 재즈 퓨전의 요소의 결정체인 Destroy Erase Improve를 통해 처음으로 세계적으로 주목을 받았다. 2002년 음반 Nothing이후,메슈가는 7현 기타에서 다운튜닝한 8현 기타로 사운드의 교체를 꾀했다. 메슈가는 그들의 혁신적이고 복잡한 폴리미터의 곡 구성과 폴리리듬으로 잘 알려져있다. 메슈가는 롤링 스톤에서 '가장 중요한 10개의 하드 록/헤비 메탈 밴드'에서 하나로 선정되었으며, 얼터너티브 프레스(Alternative Press)에서 '가장 중요한 메탈 밴드'로 선정되었다. 메슈가는 대중적인 성공과는 거리가 멀었지만 익스트림 뮤직에서 굉장히 중요한 역할을 해냈으며 현대의 메탈 밴드들에게 큰 영향을 주었다. 2000년대 후반, 메슈가는 프로그레시브 메탈의 하위 장르인 젠트에 중요한 영향을 미쳤다고 평가받는다.
결성 이후, 메슈가는 8개의 스튜디오 음반, 6개의 EP 음반, 8개의 뮤직 비디오를 만들었다. 메슈가는 오즈페스트와 다운로드(Download) 등의 여러 세계적인 축제에서 공연했고 2008년부터 2010년동안 obZen 월드 투어를 했다. 2016년 10월 7일에 The Violent Sleep of Reason이 발매되었다. Nothing과 그 이후의 음반들은 모두 빌보드 200에 등용되었다. 2006년과 2009년에 메슈가는 스웨덴 그래미 어워드에서 후보로 지명되었다.

## 역사

### 결성, 그리고Contradictions Collapse(1987-1994)

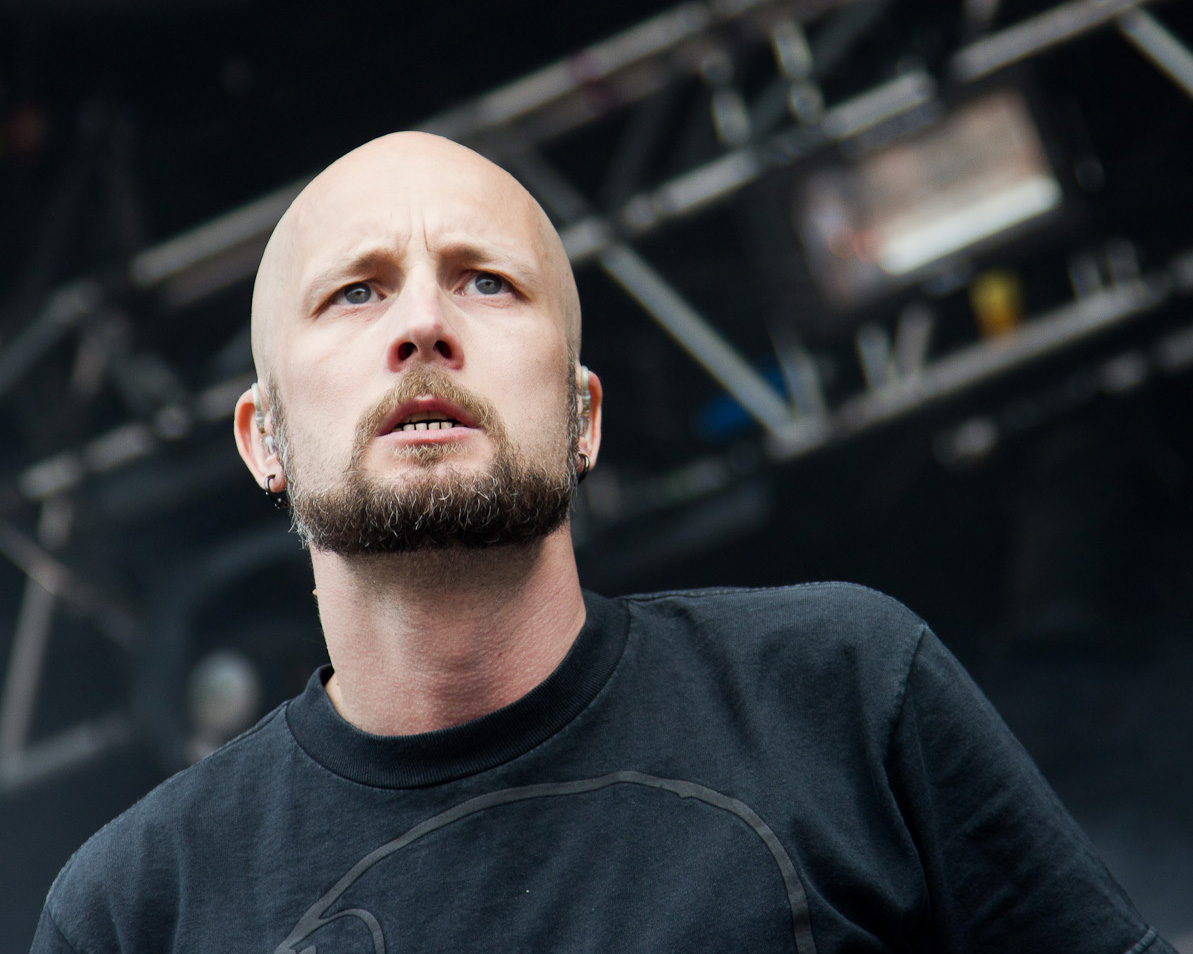
2012년 Getaway Rock Festival에서의 옌스 키드만

1985년, 기타리스트 프레드리크 토르덴달은 스웨덴에 있는 인구 약 105,000명의 대학가인 우메오에서 밴드를 결성했다. 이 당시 밴드의 이름은 메탈리엔(Mettalien)이었고 몇 개의 데모 테이프들을 녹음한 뒤 해체했다. 하지만 토르덴달은 새 밴드 구성원들과 함께 밴드의 이름을 계속 바꿔가면서 활동을 이어나갔다.
1987년, 보컬이자 기타리스트인 옌스 키드만이 히브리어 'מְשֻׁגָּע'에서 유래된, 이디시어로 "광기"라는 뜻의 '메슈가'라는 이름의 밴드를 결성했다. 메슈가는 키드만이 탈퇴하기 전까지 몇 개의 데모를 녹음했는데, 키드만의 탈퇴의 여파로 밴드가 해체되었다. 이후 키드만은 기타리스트 토르덴달, 베이시스트 피터 노르딘, 드러머 니클라스 룬드그렌과 함께 새 밴드인 칼리파쉬(Calipash)를 결성했다. 키드만은 보컬과 기타 포지션 두 개를 동시에 맡았으며, 토르덴달은 이 새로운 밴드의 이름을 메슈가로 다시 짓기로 했다.
1989년 2월 3일, 메슈가는 3곡을 수록한, 셀프 타이틀 EP 음반 Meshuggah를 발매했는데 이 음반은 Psykisk Testbild라는 이름으로 널리 알려져 있다.(Psykisk Testbild는 '심리학 테스트용 사진'으로 번역된다.) 이 12인치 EP 레코드는 오직 약 1,000장만 발매되었고 지역 레코드 샵 개러지랜드에서만 판매되었다. 이 EP의 뒷 커버는 얼굴에 치즈 더미들이 묻어있는 구성원들의 모습으로 되어 있다.
1990년에 드러머를 니클라스 룬드그렌에서 투마스 하케로 바꾼 뒤, 메슈가는 독일 헤비메탈 레코드 레이블인 뉴클리어 블래스트와 계약하고 그들의 풀렝스 데뷔 음반인 Contradictions Collapse를 녹음했다. 1991년, (All this because of) Greed라는 이름의 LP가 발매되었다. 이 음반은 호평을 받았으나 상업적인 성공은 거두지 못했다. 얼마 지나지 않아, 키드만은 기타리스트 포지션을 버리고 보컬 포지션만을 고수하겠다고 결정한 뒤, 6학년 때 이미 하케와 함께 밴드 경험이 있었던 리듬 기타리스트 모르텐 하그스트룀을 영입한다. 이 새로운 라인업으로 1994년에 내년에 발매할 음반을 위해 우메오의 톤텍닉 레코딩스에서 EP음반 None을 녹음한다. 일본어 가사가 인쇄되어 있는 일본어 판 또한 발매되었다.
그 시기에 목수로 일하고 있던 토르덴달은 그의 왼쪽 중지 끝이 사고로 절단되고 하케는 라우터 사고로 손에 부상을 입는다. 그래서 밴드는 몇 달동안 활동을 중지하게 된다. 토르덴달의 손가락 끝은 나중에 재봉합 수술을 받게 되었고 이후 완치되었다. EP 음반 Selfcaged는 1994년 4월과 5월에 녹음되었으나 이 사고들로 인하여 음반 발매는 1995년으로 미뤄졌다.

### Destroy Erase Improve(1995–1997)

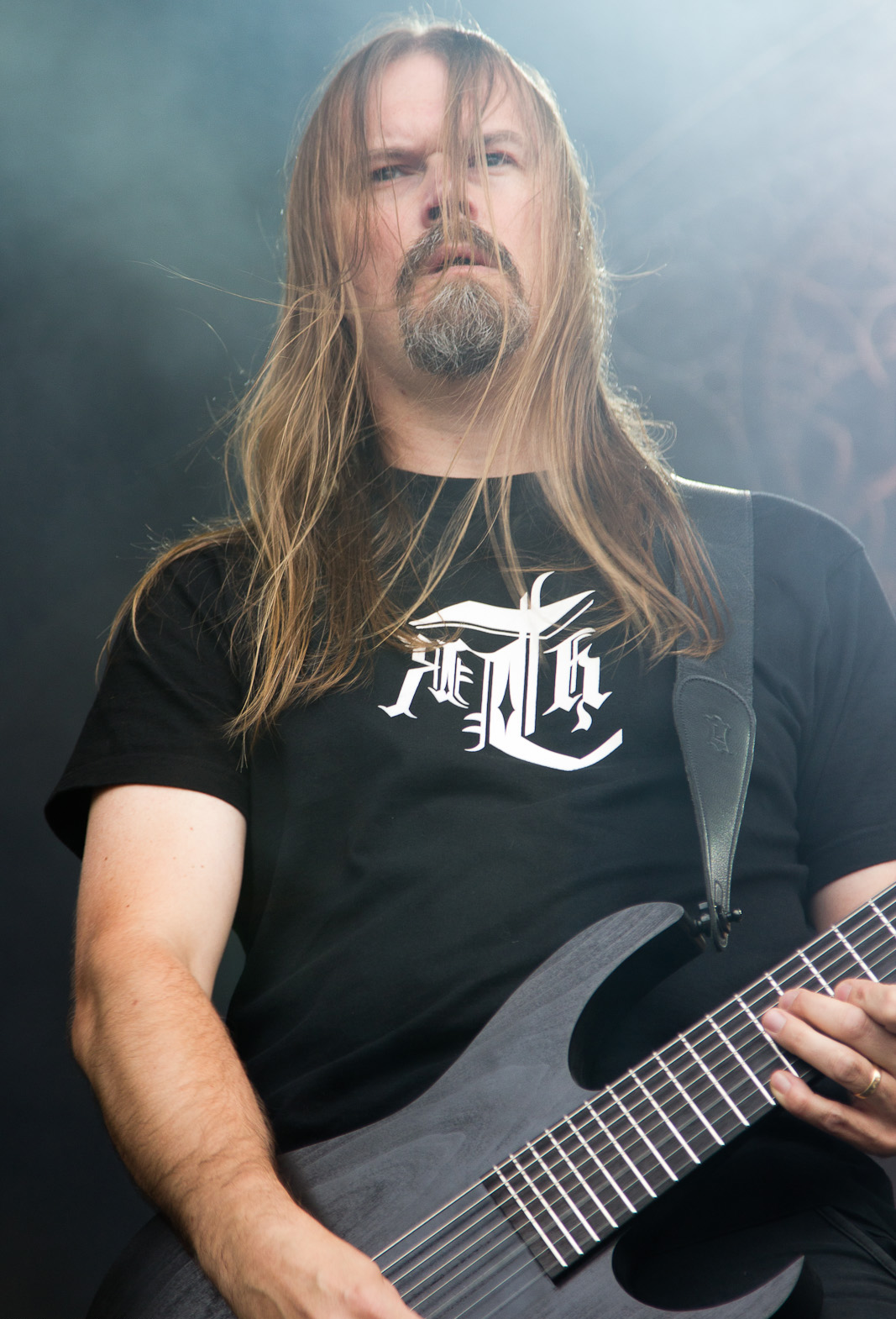
2012년 라이브에서의 프레드리크 토르덴달

1995년 1월, 메슈가는 그들의 레이블인 뉴클리어 블래스트가 주관한 짧은 유럽 투어에 참여하게 된다. 이후, 밴드는 프로듀서 다니엘 버그스트랜드(Daniel Bergstrand)와 함께 웁살라에 있는 사운드프론트 스튜디오에서 Destroy Erase Improve를 녹음한다. 얼마 뒤, 밴드는 2달동안 머신헤드의 서포트 밴드로 유럽 투어에 참여한다. 투어 기간 동안 노르딘의 몸 상태가 악화되어 그의 내이 균형에 이상이 생기게 된다. 이는 만성적인 어지럼증과 불면증으로 이어져서 노르딘은 투어를 그만둬야 했고 스웨덴으로 떠나게 되었다. 머신헤드의 베이시스트 아담 듀스(Adam Duce)가 그를 대신하여 무대에 서겠다고 했으나 메슈가는 이를 거절하고 4인으로 계속해서 투어를 진행한다. 밴드는 기타 2대 체제로 공연했으나 때때로 토르덴달이 베이스를 연주하기도 했다. 이 라인업에서 하그스트룀은 기타를 평소보다 낮은 옥타브로 연주하기 위해 피치 시프터를 사용했다.
Destroy Erase Improve는 1995년 5월에 발매되었고 비평가들로부터 "공격적인 템포와 추상적인 접근"이란 호평을 받았다. 키드만이 음반 커버에 대해서, "이 음반의 제목은 우리가 도서관에서 훔친 참고 도서에서 잘라낸 그림들과 아주 잘 들어맞는다."라고 묘사했다.
1998년 중반, 메슈가는 독일과 스칸디나비아에서 스웨덴 밴드 클로핑거(Clawfinger)와 함께 짧은 투어를 진행했다. 노르딘은 병세 악화로 밴드를 탈퇴했고 투어 기간 동안 베이시스트 자리는 구스타프 히엘름이 메우게 되었다. 1995년 말, 메슈가는 히포크리시(Hypocrisy)와 한 달 동안의 투어를 진행했다.
1996년과 1997년, 토르덴달은 그의 솔로 음반 Sol Niger Within을 녹음했고 이는 스칸디나비아에서는 1997년 3월, 일본에서는 4월에 발매되었다.그는 또한 Mats/Morgan 밴드의 데뷔를 주최했다. 1997년, 메슈가는 발매되지 않은 데모를 녹음하고, 때때로 투어를 다녔으며, 그들의 고향에서 콘서트 몇 번을 했다. 5월, 메슈가는 그들의 매니지먼트사와 레코드 산업과의 지리적 거리를 좁히기 위해 스톡홀름으로 거처를 옮겼다.
EP 음반 The True Human Design이 1997년 말에 발매되었다. 이 음반은 하나의 신곡 "Sane"과 Destroy Erase Improve음반의 오프닝 트랙인 "Future Breed Machine"의 라이브 버전과 두 개의 편곡 버전을 수록했다. 토르덴달의 솔로 음반인 Sol Niger Within이 동시에 미국에 발매되었고 메슈가는 연말에 다음 음반을 위한 준비를 시작했다.

### Chaosphere그리고Nothing(1998-2002)

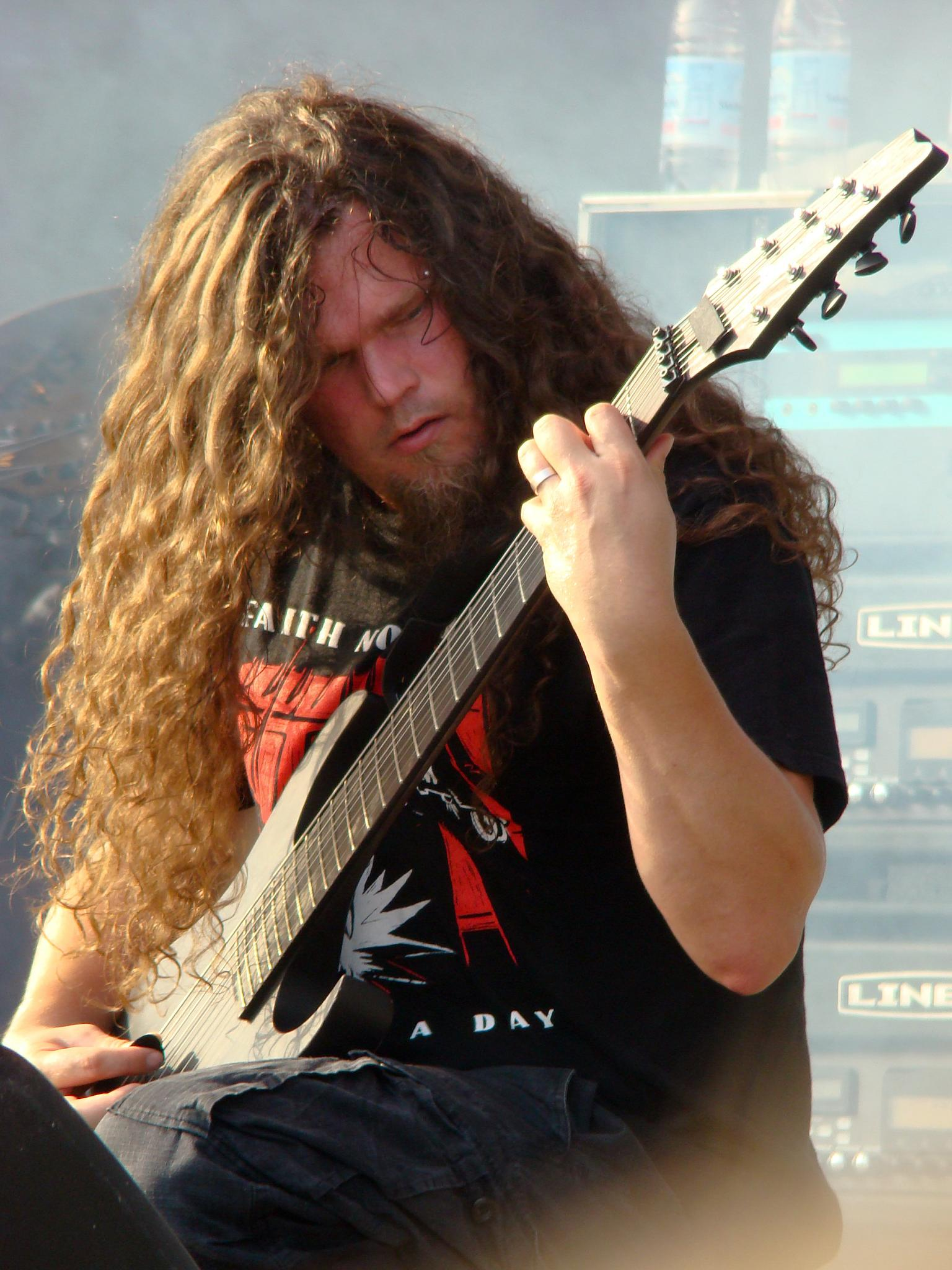
2008년 멜버른 공연에서의 모르텐 하그스트룀

히엘른은 2년 이상 세션 구성원로 있다가 1998년 1월에 정식 구성원로 승격되어 밴드에 가입하였다. 뉴클리어 블래스트는 EP 음반 "None"의 수록곡을 더해서 Contradictions Collapse음반을 재발매했다. 1998년 5월, 다음 음반의 제목인 Chaosphere가 알려지게 되었고 녹음 작업이 시작되었다. 음반의 녹음 바로 다음에 메슈가는 짧은 미국 투어를 다녔고 음반은 1998년 11월에 발매되었다. 얼마 뒤에는 인툼드(Entombed)와 함께 스칸디나비아로 투어를 다녔다.
1999년, 메슈가는 슬레이어의 미국 투어에 참여했다. 새 음반 발매와 라이브 공연들을 진행한 이후, 메슈가는 여러 메인스트림 뮤직, 기타, 드럼, 헤비메탈 관련 잡지 등에서 주목을 받기 시작한다. 1999년 중반, 메슈가는 스웨덴에서 몇 개의 콘서트를 진행했다. 밴드는 신곡을 쓰기 시작했으나 2000년 중반에 "작곡이 그렇게 대단한 건 아니지만 우리는 천천히 진행하고 있다."라고 밝혔다. 팬들이 다음 음반을 기다리는 동안 Chaosphere 세션의 데모곡 (EP음반 Psykisk Testbild에 수록된), 리믹스곡, 미공개 곡들이 Rare Trax 음반으로 발매되었다. 히엘름은 알 수 없는 사유로 2001년 7월에 밴드에사 탈퇴한다. 메슈가는 툴의 장기간 투어에 참여하여 총 관객 수 약 100,000명을 달성하게 된다.
2002년 3월, 메슈가는 그들의 홈 스튜디오에서 하케의 드럼 샘플인 Drumkit from Hell에 기반한 드럼 프로그래밍을 활용하여 3개의 트랙을 수반한 데모를 녹음한다. 다음 음반 녹음 작업은 5월부터 약 5주에서 6주 정도가 걸렸고 웁살라의 더그아웃 스튜디오와 스톡홀름에 있는 그들의 홈 스튜디오에서 프로듀싱되었다. 밴드는 2002년 오즈페스트에 참여하였고 이로 인해 시간적 여유가 없어져 2일 안에 믹싱 작업을, 하루 안에 마스터링 작업을 해야만 했다. 메슈가는 녹음 작업이 끝난 직후에 다음 미국 투어로 떠났다.
2002년 8월, 음반 Nothing이 발매되었고 미국에서 첫 주 동안 6,525 장이 판매되었고 빌보드 200에서 165위를 하게 된다. 이 음반을 통해 메슈가는 뉴클리어 블래스트 역사 최초로 빌보드 200에 이름을 올리게 되었고 롤링 스톤지에서 리뷰되는 뉴클리어 블래스트 최초의 밴드가 된다. 메슈가의 이전의 두 음반인 Chaosphere와 Destroy Erase Improve는 이때까지 각각 38,773장과 30,712장이 팔려나갔다. Nothing의 CD 책자는 음반 해설, 가사, 크레딧이 적혀있지 않았으나 오직 한 글자 "ingenting"만이 적혀 있었는데 이 단어는 스웨덴어로 "아무것도 아님(Nothing)"을 의미한다. 이를 포함한 음반에 대한 나머지 정보들은 CD롬에서 확인 가능하다.2002년 말, 밴드는 툴과 함께 미국 투어를 진행하고 그들이 헤드라이너로 장식한 투어를 다녔다.

### I그리고Catch Thirtythree(2003-2006)

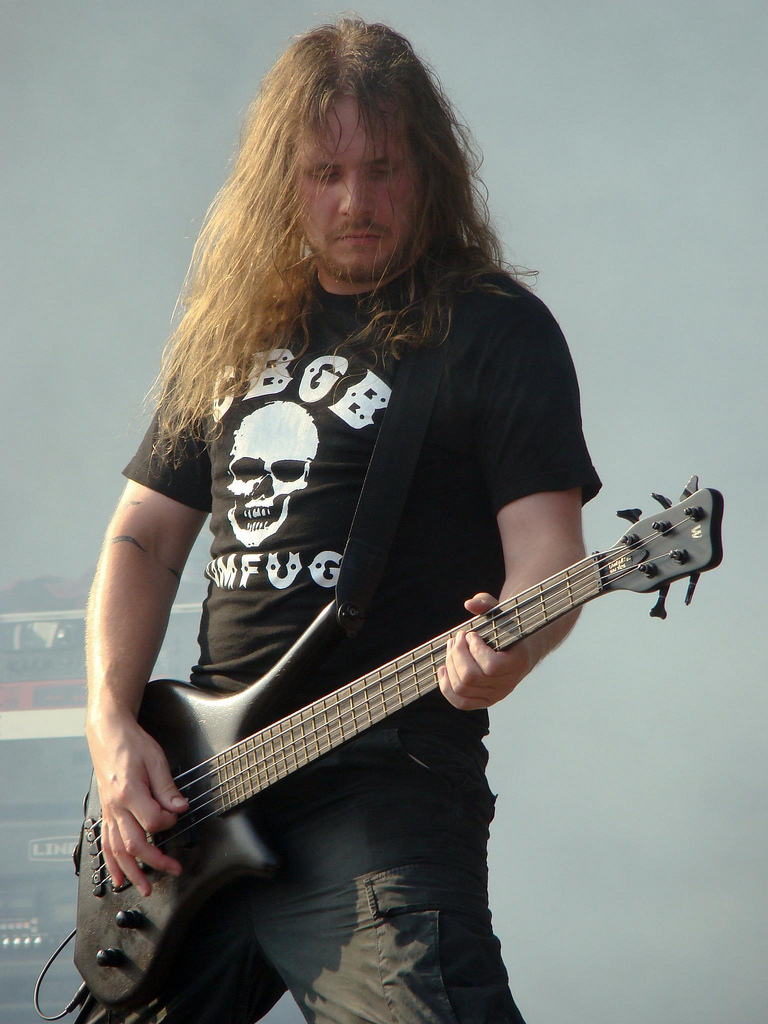
2008년 멜버른 공연에서의 디크 뢰브그렌

2003년, 하그스트룀은, "내가 정말 중요하다고 생각되는 게 딱 하나 있다. 우리가 성공의 기준을 판매량에 관련해서 가늠해본 적은 단 한번도 없다. 않았다. 우린 좀 "익스트림"한 밴드기 때문이다. 더 중요한 건 사람들이 우리가 대체 뭐하는 놈들인지 이해하는 것이다. 200명 정도가 우리 음반을 사는 것 보다 팬 한 명이라도 우리에게 와서 우리 덕분에 메탈 음악에 대해 보는 시선이 완전히 달라졌다라고 얘기하는 것이 나에겐 더 크게 느껴진다. 즉, 돈이 있으면 좋긴 하겠지만 우리가 돈 때문에 음악을 하진 않는다. 내가 원하는 것은 우리가 계속 발전하는 것이다. 말하자면, 메슈가가 항상 유지했던 메슈가만의 음악적 핵을 유지하되, 여러 가지 시도를 해보는 것이다. 전면적으로 봤을 때, Destroy Erase Improve는 밴드의 역동성을, Chaosphere는 공격성을 내세웠고 Nothing은 사악하고, 어둡고, 전 음반들보단 좀 템포가 느리다. 그래서 사실, 이제 우리가 어디로 더 나아가야할 지 모르겠다. 이젠 이것들을 다 섞는 방법 밖엔 없는 것 같다."라고 말하면서 다음 음반의 음악적 방향성을 예고했다.
2004년 2월, 베이시스트 디크 뢰브그렌이 메슈가에 가입했다. 밴드는 이후 EP 음반 I을 발매했는데 이 음반은 프랙쳐드 트랜스미터 레코드(Fractured Transmitter Records)에서 발매되었고 오직 21분짜리 트랙 하나만을 수록하고 있었다. 메슈가는 이 EP 음반을 녹음하기 위해 약 6개월을 소요했다. 프로그램된 드럼이 활용된 유일한 메슈가의 음반인 Catch Thirtythree이 이듬해인 2005년 5월에 발매되었다. 첫 주에만 7천장이 팔려나갔고 2005년 6월에 빌보드 200에서 170위를 달성했다. 트랙 "Shed"의 뮤직 비디오가 6월에 출시되었고, 닐슨 사운드스캔에 따르면, 이때까지의 전 음반 Nothing의 미국 내 판매량이 약 8만장을 달성하게 되었다. Catch Thirtythree로 메슈가는 스웨덴 그래미에서 노미네이트되었다.
2005년 10월, 발매사 워너/체펠 뮤직 스칸디나비아와 첫 계약을 한지 10년이 지난 뒤, 메슈가는 회사와의 계약기간을 연장했다. 2005년 11월, 한 인터뷰에서 하케는 밴드가 Chaosphere와 Nothing의 프로덕션에 대해 만족하지 않는다고 했는데 그 이유는 투어를 다니느라 그 음반에 집중할 시간이 부족했기 때문이다.
기타가 재녹음된 채로 리믹싱과 리마스터링 작업을 거친 음반 Nothing이 뉴클리어 블래스트를 통해 2006년 10월 31일에 커스텀 형태의 3차원 홀로그램 카드 슬립스 케이스로 발매되었다. 이 재발매 음반은 또한 메슈가가 2005년 다운로드 페스티벌에서 공연한 영상과 "Rational Gaze", "Shed", "New Millennium Cyanide Christ"의 뮤직비디오를 포함하는 보너스 DVD가 동봉되었다.

### obZen그리고Koloss(2007-2013)
메슈가는 2008년 3월에 새 음반 obZen을 발매했다. 밴드는 이 음반에 쏟아부은 녹음 시간이 약 1년 정도 되었는데 이는 이때까지의 음반 제작 기간 중에서 가장 긴 기간이다.  그 해에 가장 큰 축을 차지했던 작업은 그들이 전에 작곡했던 곡들의 연주를 다시 익히는 것이었다. 녹음 자체는 6개월 정도가 소요되었다. obZen은 빌보드 200에서 59위에 등극되었고 미국에서 첫 주에는 11,400장이 팔려나갔고 6개월 뒤의 총 판매량은 5만장을 기록했다. obZen 음반 덕분에 메슈가는 미디어로부터 더 많은 주목을 받게 되었고 새로운 팬층 또한 유입되었다. 발매 이후 월드 투어가 진행되었는데 미국에서 시작해서 유럽, 아시아, 호주 쪽으로 계속되었다.
2008년 5월, 메슈가는 이안 맥파랜드가 프로듀싱하고 마이크 페씨와 함께 공동기획, 감독, 편집한 "Bleed"의 뮤직 비디오를 출시했다. 킬스위치 프로덕션은, "음악과 이미지의 본질을 살리려하는 밴드와 일하는 건 굉장히 흡족스러웠다. 그들은 뮤직 비디오에 자신들의 모습이 드러나는 것에 대해서도 그리 큰 비중을 두지 않는다."
2009년 1월, obZen은 스웨덴 그래미 시상식에서 "베스트 하드록" 부문에서 노미네이트되었다. 2009년 2월, 하케는 밴드가 또 다른 스튜디오 음반과 콘서트 DVD의 출시를 계획하고 있다고 밝혔다. 2009년 초에 메슈가는 스칸디나비아에 있는 공연을 취소해야만 했는데 왜냐하면 4월에 하케의 등 아랫부분에 추간판 탈출증이 발병하여 오른발로 베이스 드럼을 잘 연주할 수 없게 되었기 때문이다. 하케는 이후 치료를 받아 완쾌하게 되었고 밴드는 여름에 있던 유럽 페스티벌에 참여할 수 있었다.
Alive이란 이름의 콘서트 DVD가 2010년 2월 5일에는 유럽, 2월 9일에는 북미에서 발매되었다. 토르덴달은 벨기에 출신 드러머 더크 버뷰런과 함께 2010년 6월에 그의 두 번째 솔로 음반 작업을 시작했다.
7번째 스튜디오 음반인 Koloss가 2012년 3월 23일에 독일에서, 3월 26일엔 유럽 지역에, 3월 27일에는 미국에 발매되었다. Koloss는 그래미 200에서 17위에 등극했고 첫 주에만 18,342장이 팔려나갔다. 스웨덴 차트에서는 12위를 기록했다.

### Pitch Black그리고The Violent Sleep of Reason(2013-현재)

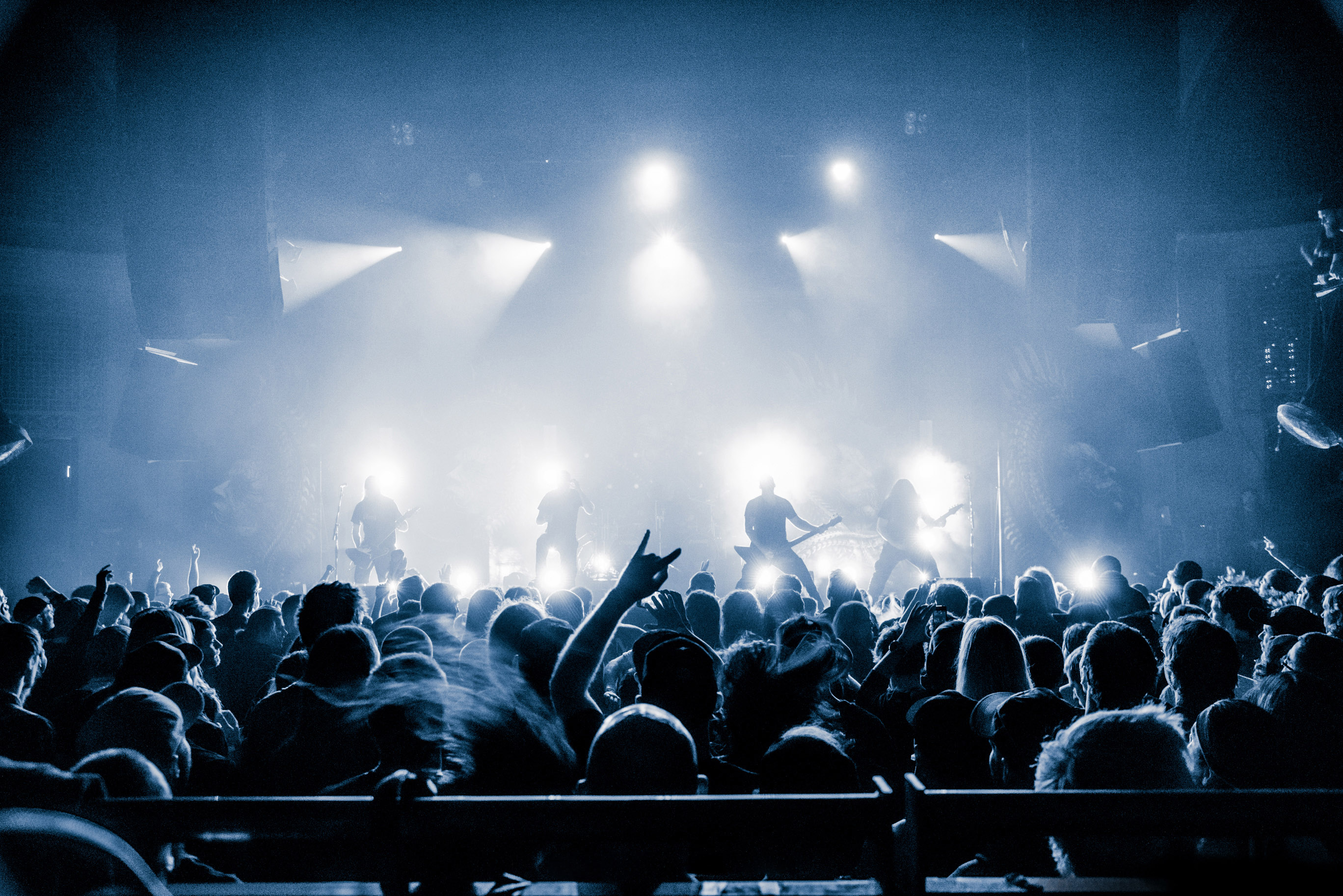
2016년 미국 투어 라이브 중인 메슈가

2013년 2월 5일, 메슈가는 시온 오디오/비디오사(Scion A/V)와 함께 2개의 트랙이 수록되어있는 EP 음반 Pitch Black을 발매했다. 이 EP 음반은 프레드리크 토르덴달이 2003년에 스웨덴의 스톡홀름에 있는 피어 앤 로딩(Fear and Loathing)에서 녹음한 미공개 트랙을 수록했다. 2번째 트랙은 obZen의 곡인 "Dancers to a Discordant System"의 라이브 버전이다. 이 트랙은 2012년 12월 9일에 네덜란드의 에인트호번에서 열린 디스토션 페스트(Distortion Fest)에서 녹음된 것이다.
2016년 5월 12일, 메슈가는 유튜브 페이지에 다음 스튜디오 음반이 2016년 말에 나올 것을 예고하는 티저 영상을 올렸다. 2016년 7월 28일, 음반 제목이 The Violent Sleep of Reason이라고 공개되었고 10월 7일에 발매되었다. The Violent Sleep of Reason은 IMPALA (The Independent Music Companies Association)에서 '2016년 올해의 음반상'에 후보로 등록되었는데 이 상은 매년 유럽의 독립 레이블에서 발매된 음반 중 최고의 음반에 주는 상이다.
2017년 6월 2일, 메슈가는 토르덴달이 밴드의 투어에서 잠시 빠진다고 밝혔다. 그의 공석은 스카 시메트리(Scar Symmestry)의 퍼 닐슨(Per Nilsson)이 임시로 채울 예정이다.

## 음악적 스타일

### 장르와 특징

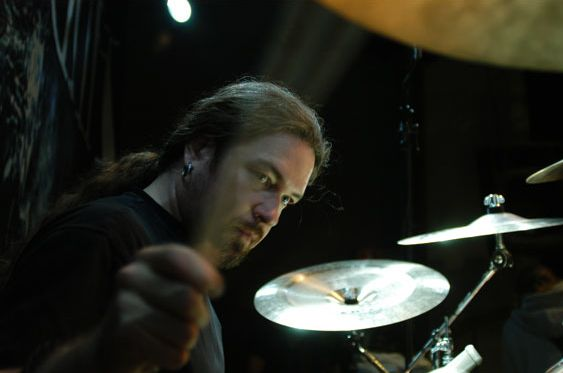
2005년 공연 중인 투마스 하케

메슈가는 그들의 커리어를 걸어오면서 다양한 하위 장르에 대한 실험과 특색적인 변주와 변화들을 시도해왔다. 그들의 음악적 커리어는 일반적으로 헤비메탈의 하위 장르인 익스페리멘탈 메탈과 아방가르드 메탈로 정의될 수 있다. 그루브 메탈이라고 불리기도 하는 메슈가의 음악적 뿌리는 스래시 메탈이나 데스 메탈 (또는 테크니컬 데스 메탈) 같은 익스트림 메탈이다. 또한 그들의 음악은 매스 메탈이나 프로그레시브 메탈이라고도 불린다. 메슈가는 익스페리멘탈 재즈의 요소를 차용하기도 한다. Nothing에 대한 리뷰에서, 올뮤직은 메슈가를, "우주 미적분 메탈의 대가-또는 아인슈타인 메탈"이라고 묘사했다. 메슈가의 초기 작품은 얼터너티브 메탈이라고도 여겨진다. 메슈가는 청자에게 그들의 음악과 독특한 스타일에 대한 확실한 각인을 시킨다.
메슈가의 음악과 작곡은 주로 폴리리듬, 폴리미터 리프의 순환, 리드미컬한 싱코페이션, 빠른 음정과 박자 변화, 네오-재즈적인 색채가 사용된다. 하그스트룀은, "연주의 난이도는 상관없다. 중요한 건, 음악을 들을 때 어떤 느낌이 드는가, 그 음악이 너를 어떤 세상으로 데려다주는가이다." 재즈퓨전적인 기타솔로와 즉흥연주는 토르덴달만의 트레이드마크이다. 그는 또한 "호흡 조절기(breath controller)" 장치를 활용하는 것으로도 유명하다. 하케는 재즈적 색채와 함께 박자를 자유자재로 넘나드는 드러밍으로 유명하다. 옌스 키드만의 보컬 스타일은 하드코어 스타일의 샤우팅과 동시에 기계적인 데스 메탈 보컬이다.
메슈가가 자주 사용하는 폴리미터의 예로는 드럼이 4/4박으로 연주하는 동안에 기타는 5/16박이나 17/16박같은 홀수 박자를 연주하는 것이 대표적이다. 하케가 폴리미터를 사용하는 대표적인 예로는 하이햇과 라이드 심벌을 4/4박으로 연주함과 동시에 스네어 드럼과 베이스 드럼을 23/16박으로 연주하는 것이 있다. 음반 Nothing의 곡 "Rational Gaze"를 살펴봤을 때, 하케는 4/4박에서 16마디 동안 스네어를 3번째 박자마다 두드린다. 그 동안에 기타와 베이스는 같은 4분음표를 연주하지만 서로 다른 박자에서 연주한다. 그러면서도 64번째 박자에서 서로 다시 만나게 된다. 하그스트룀이 폴리미터에 대해서 말하길, "우린 우리가 사용하기 익숙한 홀수 박에는 별로 관심이 없다. 우리가 하는 모든 것의 핵심은 4/4박이다. 그냥 우리는 4/4박이 아닌 것처럼 들리도록 악기 파트들을 배치할 뿐이다."

### 초기,Destroy Erase Improve와Chaosphere
메슈가의 초기 작품은 주로 메탈리카의 영향을 받아 이후의 작품들보다는 단순하고 직선적이지만 이 당시의 박자 변화와 폴리리듬은 현재 작품보다 더 프로그레시브하며 주로 프레드리크 토르덴달의 리드 기타 연주가 돋보인다. 올뮤직은 그들의 데뷔 음반은 상대적으로 미성숙하지만 원초적이라고 평한다. 더블 베이스 드러밍과 각이 진 듯한 리프 진행 또한 메슈가의 초기 작품의 대표적인 특징이다.
획기적인 음반 Destroy Erase Improve를 통해 메슈가는 데스 메탈, 스래시 메탈, 프로그레시브 메탈의 융합을 일구어냈다. 올뮤직은 이 음반의 스타일을 "뛰어난 실력의 직선적인 스타카토 기타 리프와 칼을 간 듯이 정확한 드러밍과 기세있게 나아가는 하드코어 스타일의 샤우팅-이 세 가지는 계속해서 서로 다른 박자에서 논다." 토르덴달은 그의 리드 기타로 멜로딕한 요소를 덧붙이며 오프닝 트랙 "Future Breed Machine"에서 쓰이기로 유명한 "호흡 조절기(breath controller)를 활용한다.
Chaosphere는 빠르되, 변박적인 데스 메탈을 차용한다. 올뮤직은 이 장르를 그라인드코어의 아버지격인 네이팜 데스와 비교하기도 한다. 록디텍터는 "팬들은 미로같이 구불구불한 길을 헤메는 동안, 비평가들은 하케의 4/4박과 23/16박의 이례적인 동시 사용, 키드만의 기계적인 스타카토 샤우팅, 토르덴달의 아방가르드 재즈의 자유로운 사용에 대해 분해하고 분석하려 노력했다."라고 음반에 대해 평했다.

## 밴드 구성원
| - 옌스 키드만(Jens Kidman) – 리드 보컬 (1987–현재), 리듬 기타 (1987–1993) - 프레드리크 토르덴달(Fredrik Thordendal) – 리드 기타, 백 보컬 (1987–현재), 신시사이저 (1992-2001), 베이스 기타 (2001–2004) - 투마스 하케(Tomas Haake) – 드럼, 내레이션 (1989–현재) - 모르텐 하그스트룀(Mårten Hagström) – 리듬 기타, 백 보컬 (1993–현재) - 디크 뢰브그렌(Dick Lövgren) – 베이스 기타(2004–현재) | - 니클라스 룬드그렌(Nicklas Lungren) – 드럼 (1987–1989) - 페테르 노르딘(Peter Nordin) – 베이스 기타 (1987–1995) - 구스타프 히엘름(Gustaf Hielm) – 베이스 기타 (1995–2001) |

### 투어
- 페르 닐손(Per Nillson) - 리드 기타 (2017-현재)

## 디스코그래피
- Contradictions Collapse (1991)
- Destroy Erase Improve (1995)
- Chaosphere (1998)
- Nothing (2002)
- Catch Thirtythree (2005)
- obZen (2008)
- Koloss (2012)
- The Violent Sleep of Reason (2016)
- Immutable (2022)

### 공식
- 메슈가  - 공식 웹사이트
- 메슈가 - 페이스북

### 영상 자료
- Meshuggah - The Movie, 비하인드 컷신 - 메슈가의 삶, 메슈가 공식 유튜브 채널
- 투마스 하케, 모르텐 하그스트룀과의 인터뷰, 2008, 뉴클리어 블래스트: 파트 1, 파트 2, 파트 3, 파트 4